# Ancema ctesia
Espèce
Statut de conservation UICN

 LC  : Préoccupation mineure
Ancema ctesia est un papillon de la famille des Lycaenidae, de la sous-famille des Theclinae et du genre  Ancema.

## Dénomination
Ancema ctesia nommé par William Chapman Hewitson en 1865.
Synonyme :Camena ctesia Hewitson, [1865]

### Noms vernaculaires
Il se nomme en anglais Bi-spot Royal.

### Sous-espèce
- Ancema ctesia ctesia en Thaïlande et en Malaisie.
- Ancema ctesia agalla (Fruhstorfer, 1912) présent en Thaïlande et au Laos.
- Ancema ctesia cakravasti (Fruhstorfer) présent à Taïwan[1].

## Description
C'est un papillon de taille moyenne, environ 4 cm d'envergure, avec une queue aux postérieures, de couleur bleu largement bordé de gris foncé.
Le revers est gris avec deux lunules anales.

## Biologie

### Plantes hôtes
Sa plante hôte est Viscum Viscum articulatum.

## Écologie et distribution
Ancema ctesia est présent en Asie, dans le nord-ouest de l'Himalaya et l'ouest de la Chine, en Thaïlande, au Laos, en Malaisie et à Taïwan.

### Biotope
Il réside entre 1400 et 2 000 mètres.

### Protection
Pas de statut de protection particulier.

## Philatélie
Ce papillon figure sur une émission du Laos de 1986 (valeur faciale : 3 k).